# Rów Krzeszowicki

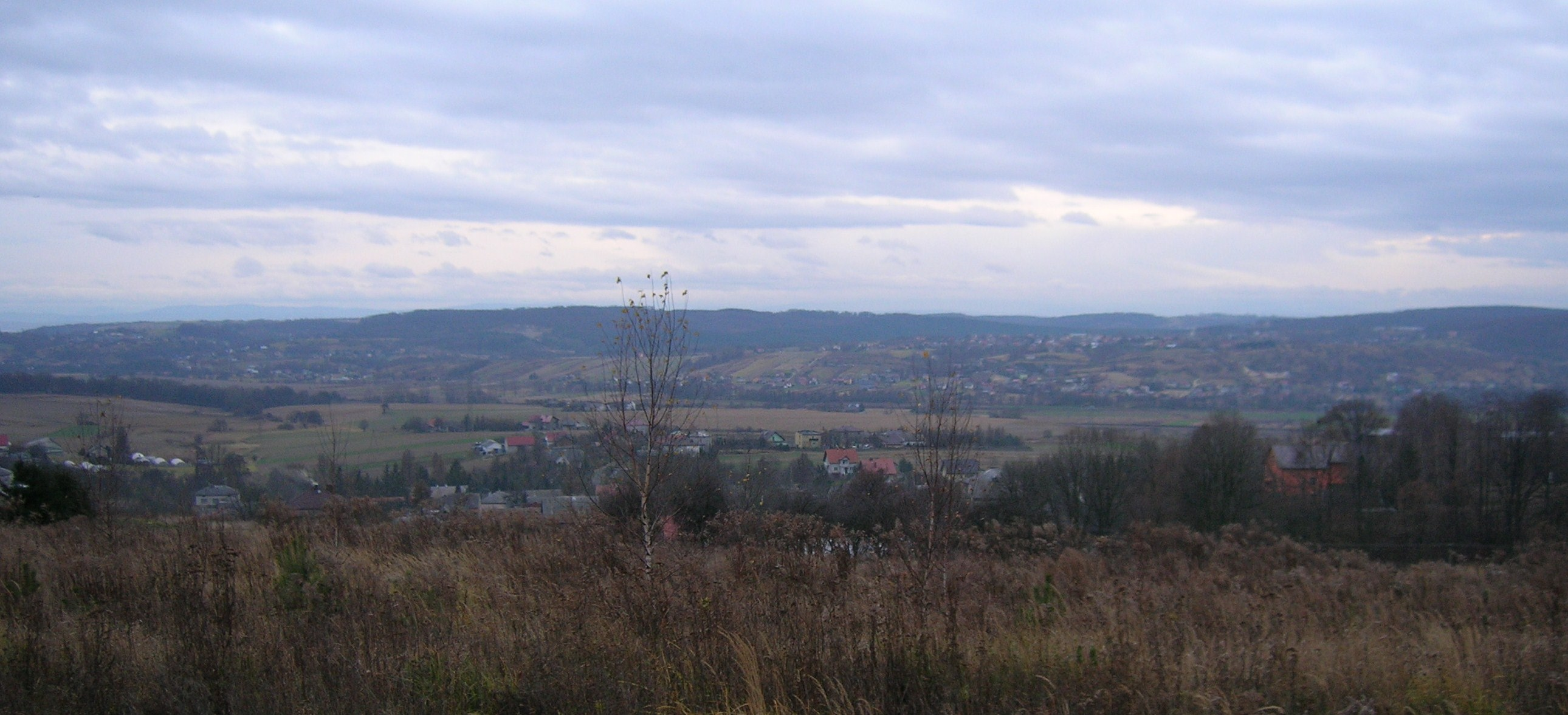
Widok z Łysej Góry na Siedlec, w oddali Rów Krzeszowicki oraz Grzbiet Tenczyński

Rów Krzeszowicki (341.33) – mezoregion fizycznogeograficzny w południowej Polsce, o przebiegu równoleżnikowym pomiędzy Krakowem a Trzebinią. Stanowi część Wyżyny Krakowsko-Częstochowskiej, sąsiadując z Wyżyną Olkuską na północy i z Garbem Tenczyńskim na południu. Długość ponad 30 km, szerokość do kilku kilometrów, powierzchnia 225 km². Dno Rowu Krzeszowickiego położone jest na wysokości 220–310 m n.p.m.
Rów Krzeszowicki jest trzeciorzędowym zapadliskiem tektonicznym, wypełnionym osadami mioceńskimi, przykrytymi piaskami i glinami czwartorzędowymi. Dnem Rowu płynie Rudawa, w część środkowej rzeka płynie pod nazwą Krzeszówka a w części początkowej pod nazwą Dulówka. Zachodnią część Rowu odwadnia rzeka Chechło, wypływająca na torfowiskach Puszczy Dulowskiej.
Obszar wykorzystywany rolniczo. Większe miejscowości: Trzebinia, Młoszowa, Dulowa, Wola Filipowska, Krzeszowice, Zabierzów i Rudawa.
Rów Krzeszowicki odwiecznie był wykorzystywany jako komunikacyjne połączenie Śląska z Krakowem. Przebiega nim linia kolejowa 133 (Kraków – Katowice), droga krajowa 79 i autostrada A4.